# كزافييه أميتشي
كزافييه أميتشي (بالإنجليزية: Xavier Amaechi)‏ هو لاعب كرة قدم بريطاني في مركز جناح ‏، ولد في 5 يناير 2001 في باث في المملكة المتحدة. لعب مع نادي هامبورغ.

## وصلات خارجية
- كزافييه أميتشي على موقع الاتحاد الأوربي (الإنجليزية)
- كزافييه أميتشي على موقع قاعدة بيانات كرة القدم.إي يو (الإنجليزية)
- كزافييه أميتشي على موقع Soccerway.com (الإنجليزية)
- كزافييه أميتشي على موقع عالم كرة القدم.نت (الإنجليزية)